# Веселинов, Йован
Йован «Жарко» Веселинов (серб. Јован «Жарко» Веселинов; 20 января 1906, Кумане, под Большим Бечкереком, Королевство Венгрия, Австро-Венгрия — 8 февраля 1982, Белград, СФРЮ) — югославский сербский государственный деятель, председатель Скупшины Народной Республики Сербии (1967—1963), Народный герой Югославии.

## Биография
Родился в бедной крестьянской семье, после основной школы обучался профессии слесаря.
В 1923 году, в возрасте 17 лет, вступил в ряды запрещённой к тому времени Коммунистической партии Югославии (КПЮ). Поступил на работу на завод «Сартид» в Смедерево, активно включился в акции рабочего движения. Затем переехал в Белград и устроился работать слесарем и почти сразу же включился в борьбу за улучшение условий труда. В 1926 году по решению Политбюро ЦК СКЮ был отправлен на учёбу в СССР: учился в Коммунистическом университете национальных меньшинств Запада. В Советском Союзе вступил в ряды ВКП (б).
В 1930 году вернулся в Югославию, став секретарем провинциального комитета Коммунистической партии Воеводины. Участвовал в ряде европейских коммунистических конференциях. В середине марта 1931 года был отправлен на партийную работу в Словению, 9 апреля был арестован в Любляне и приговорен «за коммунистическую деятельность» к 15 годам лишения свободы.
После оккупации Королевства Югославии вместе с 32 осуждёнными совершил побег из тюрьмы, вскоре стал секретарём КПЮ Воеводины и активно включился в народно-освободительную борьбу. В 1941—1942 годах многие руководители коммунистической партии Воеводины были убиты, и Веселинов возглавил работу по возрождению провинциального комитета. Являлся членом антифашистского Совета национального освобождения Югославии и делегатом от Воеводины на его второй сессии в 1943 году в Яйце и третьей сессии, в 1945 году, в Белграде. Был назначен председателем Национального комитета освобождения Воеводины.
В послевоенное время занимал ряд ответственных государственных и партийных должностей:
- 1944—1946 гг. — секретарь Центрального комитета Коммунистической партии Воеводины,
- 1945—1947 гг. — председатель Народного собрания автономного края Воеводины,
- 1947—1953 гг. — министр по вопросам земельной реформы, затем — министр промышленности и председатель комиссии по планированию правительства Народной Республики Сербии,
- 1953—1957 гг. — председатель Исполнительного вече,
- 1957—1963 гг. — председатель Скупшины Народной Республики Сербии,
- 1957—1966 гг. — секретарь Центрального комитета Коммунистической партии Народной Республики Сербии,
- 1967—1969 гг. — член Исполнительного комитета Союза коммунистов Югославии.

Избирался председателем федерального планового и финансового совета Союзного исполнительного вече СФРЮ; затем — членом Президиума Народной скупщины СФРЮ.
В 1952 году был удостоен звания Народного героя Югославии.